# Puccinia fushunensis
Puccinia fushunensis ist eine Ständerpilzart aus der Ordnung der Rostpilze (Pucciniales). Der Pilz ist ein Endoparasit des Süßgrases Leersia oryzoides var. japonica. Symptome des Befalls durch die Art sind Rostflecken und Pusteln auf den Blattoberflächen der Wirtspflanzen. Sie ist ein Endemit Chinas.

## Merkmale

### Makroskopische Merkmale
Puccinia fushunensis ist mit bloßem Auge nur anhand der auf der Oberfläche des Wirtes hervortretenden Sporenlager zu erkennen. Sie wachsen in Nestern, die als gelbliche bis braune Flecken und Pusteln auf den Blattoberflächen erscheinen.

### Mikroskopische Merkmale
Das Myzel von Puccinia fushunensis wächst wie bei allen Puccinia-Arten interzellulär und bildet Saugfäden, die in das Speichergewebe des Wirtes wachsen. Aecien oder Spermogonien der Art sind nicht bekannt, gleiches gilt für Uredien des Pilzes. Seine Uredosporen sind 20 × 16 µm groß, farblos bis hellgelblich und fein stachelwarzig. Die blattunterseitig wachsenden Telien der Art sind schwarzbraun, kompakt und früh offenliegend. Die Teliosporen sind zweizellig, gelegentlich vertikal septiert, breit eiförmig bis breitellipsoid und 30–34 × 21–25 µm groß. Ihre Stiele sind braun und bis zu 40 µm lang.

## Verbreitung
Das bekannte Verbreitungsgebiet von Puccinia fushunensis umfasst lediglich die chinesische Mandschurei.

## Ökologie
Die Wirtspflanze von Puccinia fushunensis ist Leersia oryzoides var. japonica. Der Pilz ernährt sich von den im Speichergewebe der Pflanzen vorhandenen Nährstoffen, seine Sporenlager brechen später durch die Blattoberfläche und setzen Sporen frei. Die Art verfügt über einen Entwicklungszyklus, von dem bislang lediglich Telien sowie deren Wirt bekannt sind; Uredien, Spermogonien und Aecien konnten dem Pilz nicht zugeordnet werden.